# Phytomyza haemorrhoidalis
Phytomyza haemorrhoidalis este o specie de muște din genul Phytomyza, familia Agromyzidae. A fost descrisă pentru prima dată de Zetterstedt în anul 1848.
Este endemică în Sweden. Conform Catalogue of Life specia Phytomyza haemorrhoidalis nu are subspecii cunoscute.